# Лабиль-Гиар, Аделаида
Аделаида Лабиль-Гиар, впоследствии Лабиль-Гиар-Венсан (фр. Adélaïde Labille-Guiard; 11 апреля 1749, Париж — 24 апреля 1803, там же) — французская художница-портретистка, основательница первой Парижской женской школы живописи.

## Жизнь и творчество
Аделаида Вертю Лабиль родилась в семье торговца Клода-Эдме Лабиля (1705—1788) и его жены Марии-Анны Сен-Мартин (1716—1761) и была младшей из восьми детей. У неё было семь братьев и сестёр, в том числе Фелисите Лабиль и Виктория Лабиль, которая осталась незамужней. Общее образование получила в монастырской школе, затем помогала в лавке отца. Начиная с 14-летнего возраста мечтала стать художницей. Училась рисовать у своего соседа, живописца швейцарского происхождения Франсуа-Эли Венсана (1708—1790); тогда же Лабиль познакомилась с сыном Венсана Франсуа-Андре (1746—1816) — в будущем её долговременным сотрудником и мужем. Её старшая сестра Фелисите Лабиль, дата рождения которой неизвестна, в 1764 году в церкви Сент-Эсташ в Париже вышла замуж за художника и миниатюриста Жана-Антуана Гро (1732—1790), который впоследствии стал отцом художника Антуана-Жана Гро (1771—1835). Но Фелисите умерла после четырёх лет брака. В августе 1769 года Аделаида выходит замуж за финансового чиновника Николя Гиара, а младший Венсан, ставший лауреатом Римской премии по живописи, уезжает на 5 лет в Рим. Вплоть до 1774 года Аделаида учится у крупнейшего пастелиста Мориса Кантена де Латура.
После возвращения из Рима её друга Венсана Аделаида вновь берёт у него уроки — живописи масляными красками. В июле 1779 года она официально разводится со своим мужем. Полотна-портреты Аделаиды Лабиль имели большой успех, в том числе в высших кругах французского общества. Художнице позировали министры, принцессы крови, представители титулованной аристократии. В мае 1783 года Аделаида была принята в Королевскую академию живописи (в которой одновременно могли состоять не более 4-х женщин). Вступление её в Академию сопровождалось распространением скандального памфлета, в котором художница обвинялась в представлении картин Венсана как своих собственных, а также в сексуальной невоздержанности. Благодаря вмешательству покровительницы Аделаиды, графини д’Ангвилье, жены директора-управляющего зданием Королевской академии, скандала удалось избежать.
Узнав при вступлении в Академию, какие препятствия возникают на пути женщины, пожелавшей стать художницей, Аделаида Лабиль уже в 1783 году открывает в Париже свою Женскую школу живописи, в которую уже на первый год записались 9 учениц. Как художница наиболее успешно она работала в 1785—1789 годы. В это время она много писала с королевской семьи, создала портреты Луизы-Елизаветы де Бурбон, дочери короля Людовика XV (1787—1789), групповой портрет семьи графа Прованского, брата короля Людовика XVI (этот портрет и некоторые другие Аделаида во время Французской революции вынуждена была сжечь), и др.
После победы Революции жизнь художницы не претерпела серьёзных изменений. Вместо портретов аристократов она теперь пишет с революционеров. В 1791 году она жертвует часть своих средств на Национальное собрание Франции, в 1791 устраивает выставку из 13 портретов членов Национального собрания. В своей речи перед Академией она требует равноправия в отношении женщин-художниц. Её предложения в этой области были приняты академиками, однако после поражения Революции отменены. В 1792 году Аделаида с Венсаном и двумя своими ученицами покидает Париж и до 1796 года живёт в снятом домике в Понтеле. После возвращения в столицу она становится первой женщиной, получившей разрешение иметь своё художественное ателье в Лувре, где работает затем со своими ученицами. В последние годы жизни Аделаида часто выставляется в парижских салонах. В июне 1799 году, после долгих бюрократических перипетий, связанных с оформлением её старого развода с Н. Гиаром, она наконец выходит замуж за своего давнего друга, художника Венсана. Последняя картина, созданная А. Лабиль, называлась Портрет семьи (1801).

## Семья
Аделаида Лабиль-Гиар была дважды замужем, её первым мужем был клерк генерального духовенства Франции Николя Гиар, за которого она вышла замуж в 1769 году, она рассталась с ним десять лет спустя в июле 1779 года, затем она с ним развелась в 1793 году, во время Великой французской революции, шесть лет спустя она вышла замуж за своего давнего друга художника Франсуа-Андре Венсана (1746—1816). В двух браках у Аделаиды Лабиль-Гиар не было детей.

## Галерея
- Автопортрет
(1774)
- Мадам де Жанлис
(1790)
- Графиня де Сельве, вдова в 24 года
(1787)
- Мария Луиза Елизавета де Бурбон
(1788)
- Робеспьер
(1790)
- Художник Франсуа-Андре Венсан
(1795)
- Елизавета-Филиппа-Мария-Елена де Бурбон
(1788)
- Художник Шарль-Амедей-Филипп ван Лоо
(1785)
- Принцесса Мария Аделаида Французская
(1787)
- Ученица Мари-Габриэль Капе
(ок. 1798)
- Портрет неизвестной 
(ок. 1787)
- 18-летняя мадам Клодион, урождённая Флора Пажу
(1783)